# Chromidotilapia
Chromidotilapia es un género de peces Perciformes de la familia Cichlidae. Es endémico del África Occidental.

## Especies
- Chromidotilapia cavalliensis (Thys van den Audenaerde & Loiselle, 1971)
- Chromidotilapia elongata Lamboj, 1999
- Chromidotilapia guntheri (Sauvage, 1882)
- Chromidotilapia kingsleyae Boulenger, 1898
- Chromidotilapia linkei Staeck, 1980
- Chromidotilapia mamonekenei Lamboj, 1999
- Chromidotilapia melaniae Lamboj, 2003
- Chromidotilapia mrac Lamboj, 2002
- Chromidotilapia nana Lamboj, 2003
- Chromidotilapia schoutedeni (Poll & Thys van den Audenaerde, 1967)